# Jocelyn Henríquez de King
Jocelyn Henríquez de King es una diplomática venezolana que entre 1993 y 1998 sirvió como embajadora de Venezuela a India, concurrente con Bangladés, Nepal y Sri Lanka. También ha servido como la embajadora de Venezuela ante China.